# Rezolucje Rady Bezpieczeństwa ONZ z roku 2000
Stałe miejsca w Radzie Bezpieczeństwa ONZ posiadają:
- ChRL
- Francja
- Rosja
- Stany Zjednoczone
- Wielka Brytania

W roku 2000 członkami niestałymi Rady były:
- Mali
- Tunezja
- Namibia
- Bangladesz
- Malezja
- Jamajka
- Argentyna
- Kanada
- Holandia
- Ukraina

## Rezolucje
Rezolucje Rady Bezpieczeństwa ONZ przyjęte w roku 2000:
- 1285 (w sprawie Chorwacji)
- 1286 (w sprawie Burundi)
- 1287 (w sprawie Gruzji)
- 1288 (w sprawie Libanu)
- 1289 (w sprawie Sierra Leone)
- 1290 (w sprawie Tuvalu)
- 1291 (w sprawie Demokratycznej Republiki Konga)
- 1292 (w sprawie Sahary Zachodniej)
- 1293 (w sprawie Iraku i Kuwejtu)
- 1294 (w sprawie Angoli)
- 1295 (w sprawie Angoli)
- 1296 (w sprawie ochrony ludności cywilnej w czasie konfliktów zbrojnych)
- 1297 (w sprawie Etiopii i Erytrei)
- 1298 (w sprawie Etiopii i Erytrei)
- 1299 (w sprawie Sierra Leone)
- 1300 (w sprawie sytuacji na Bliskim Wschodzie)
- 1301 (w sprawie Sahary Zachodniej)
- 1302 (w sprawie Iraku i Kuwejtu)
- 1303 (w sprawie Cypru)
- 1304 (w sprawie Demokratycznej Republiki Konga)
- 1305 (w sprawie Bośni i Hercegowiny)
- 1306 (w sprawie Sierra Leone)
- 1307 (w sprawie Chorwacji)
- 1308 (w sprawie pandemii HIV / AIDS oraz międzynarodowych operacji pokojowych
- 1309 (w sprawie Sahary Zachodniej)
- 1310 (w sprawie sytuacji na Bliskim Wschodzie)
- 1311 (w sprawie Gruzji)
- 1312 (w sprawie Etiopii i Erytrei)
- 1313 (w sprawie Sierra Leone)
- 1314 (w sprawie w sprawie angażowania dzieci w konfliktach zbrojnych)
- 1315 (w sprawie Sierra Leone)
- 1316 (w sprawie Demokratycznej Republiki Konga)
- 1317 (w sprawie Sierra Leone)
- 1318 (w sprawie roli Rady Bezpieczeństwa w utrzymaniu pokoju i bezpieczeństwa międzynarodowego, zwłaszcza w Afryce)
- 1319 (w sprawie Timoru Wschodniego)
- 1320 (w sprawie Etiopii i Erytrei)
- 1321 (w sprawie Sierra Leone)
- 1322 (w sprawie sytuacji na Bliskim Wschodzie, w tym sytuacji w Palestynie)
- 1323 (w sprawie Demokratycznej Republiki Konga)
- 1324 (w sprawie Sahary Zachodniej)
- 1325 (w sprawie kobiet, pokoju i bezpieczeństwa)
- 1326 (w sprawie Jugosławii)
- 1327 (w sprawie operacji pokojowych)
- 1328 (w sprawie sytuacji na Bliskim Wschodzie)
- 1329 (w sprawie Międzynarodowego Trybunału Karnego dla byłej Jugosławii i Międzynarodowego Trybunału Karnego dla Rwandy)
- 1330 (w sprawie Iraku i Kuwejtu)
- 1331 (w sprawie Cypru)
- 1332 (w sprawie Demokratycznej Republiki Konga)
- 1333 (w sprawie Afganistanu)
- 1334 (w sprawie Sierra Leone)